# Tillson Harrison
Vous lisez un « bon article » labellisé en 2010.
Pour les articles homonymes, voir Harrison.
Tillson Lever Harrison (7 janvier 1881 – 10 janvier 1947) est un médecin canadien, officier et aventurier. 
Très jeune, il part à New York pour s'engager dans l'armée américaine ; il retourne ensuite au Canada le temps d'obtenir un diplôme de l'université de Toronto, puis exerce la médecine dans de nombreuses situations dangereuses, dont celle de chef du personnel médical de Pancho Villa ou de docteur du Corps de travailleurs chinois (Chinese Labour Corps), force de plus de 200 000 personnes. Après la Première Guerre mondiale, il voyage à travers le Moyen-Orient, soignant des maladies vénériennes et opérant aux rayons X à Lod.
Après avoir tenté de s'enfuir avec une de ses patientes de l'hôpital de Constantinople, Harrison est expulsé du Moyen-Orient vers le Canada, mais réussit à s'échapper du navire lors d'une escale au Maroc. Il rejoint alors l'État libre d'Irlande. Dans les années 1930, il voyage à travers une quinzaine de pays et régions, exerçant ses fonctions médicales, puis il sert en tant que médecin de bord sur un paquebot traversant l'océan indien durant la Seconde Guerre mondiale. De 1946 à sa mort, il participe à l'Administration des Nations unies pour le secours et la reconstruction (UNRRA) en Chine, sauvant de nombreuses vies.
À la fin de sa vie, Harrison parlait six langues, avait participé à sept guerres, et était marié à quatre femmes en même temps. Sa fille Rosalind dit que le personnage d'Indiana Jones est basé sur lui. Selon elle, George Lucas et Steven Spielberg, les producteurs du film, l'ont contactée et ont mené une série d'interviews au cours desquelles elle a fourni un récit détaillé de sa vie.

## Biographie

### Jeunesse
Tillson Harrison est né le 7 janvier 1881 à Tillsonburg en Ontario, village nommé d'après son arrière-grand-père Georges Tillson. Tillson Harrison est un enfant difficile, enfermant par exemple sa grand-mère à clé dans sa chambre. On parle même de lui dans le journal à sensation local lorsque sa tentative de fugue à Cuba est déjouée. En 1894, il entre au Upper Canada College à Toronto, mais abandonne l'année suivante.
À 14 ans, il s'enfuit pour rejoindre la milice du 22e Oxford Rifles, dont les quartiers maîtres sont à Oxford, mais est renvoyé chez lui lorsqu'on découvre qu'il n'a pas l'âge requis. Peu de temps après, il part à New York pour rejoindre le United States Army Corps of Engineers et sert dans les forces de maintien de l'ordre aux Philippines après la défaite de l'Espagne de 1898. Il participe brièvement à l'écrasement de la révolte des Boxers en Chine. Principalement impliqué dans la gestion des équipes de construction des routes d'approvisionnement, Harrison travaille en périphérie du conflit ; il n'essuie qu'un seul échange de tirs. Malgré cela, lorsque son grand-père maternel Edwin « E.D. » Tillson — dont l'entreprise évoluera pour devenir la Quaker Oats Company — découvre ce que son petit-fils de 20 ans fait, il fait appel à ses relations et convainc le général Adna Chaffee de rédiger un ordre de démobilisation d'Harrison. Pendant son temps de service dans l'armée américaine, Harrison contracte le choléra et rentre au Canada. Grâce à l'héritage qu'il reçoit à la suite du décès de son grand-père, Harrison commence des études à l'Université médicale de Toronto, puis épouse en 1905 Sybil Wilkin, la sœur d'un avocat,,.
Après son diplôme de l'école médicale, en 1907, Harrison trouve un emploi de chef d'unité locale dans la compagnie de la Baie d'Hudson, et soigne la communauté Cree d'Alberta. Peu après, Harrison et sa femme déménagent dans l'État de Washington, d'Idaho et finalement à Drewsey (en) dans l'Oregon. Il devient docteur, pharmacien, maire, promoteur et propriétaire de ranch. En 1909, sa femme Sybil met au monde leur fille aînée, Rosalind. Ce sera le seul enfant légitime d'Harrison. En 1912, le Journal of the American Medical Association publie un article rédigé par Harrison intitulé « Césarienne en conditions difficiles » dans lequel il décrit une césarienne qu'il a réalisée dans une dépendance de son ranch, à la lumière d'une lampe à huile.
Mais incapable de demeurer en place, il laisse sa famille dans l'Oregon et se rend à Londres en 1913, pour y suivre une spécialisation en gynécologie et obstétrique. Quand la Première Guerre mondiale éclate en 1914, Harrison est volontaire pour partir en Belgique, contribuer en tant que médecin à l'effort de guerre ; là, il rencontre une jeune turque nommée Eva. Il l'épouse sans prendre la peine de divorcer de sa première femme, puis ensemble, ils se rendent à El Paso, au Texas,,.

### Conflit en Amérique du Nord et Première Guerre mondiale

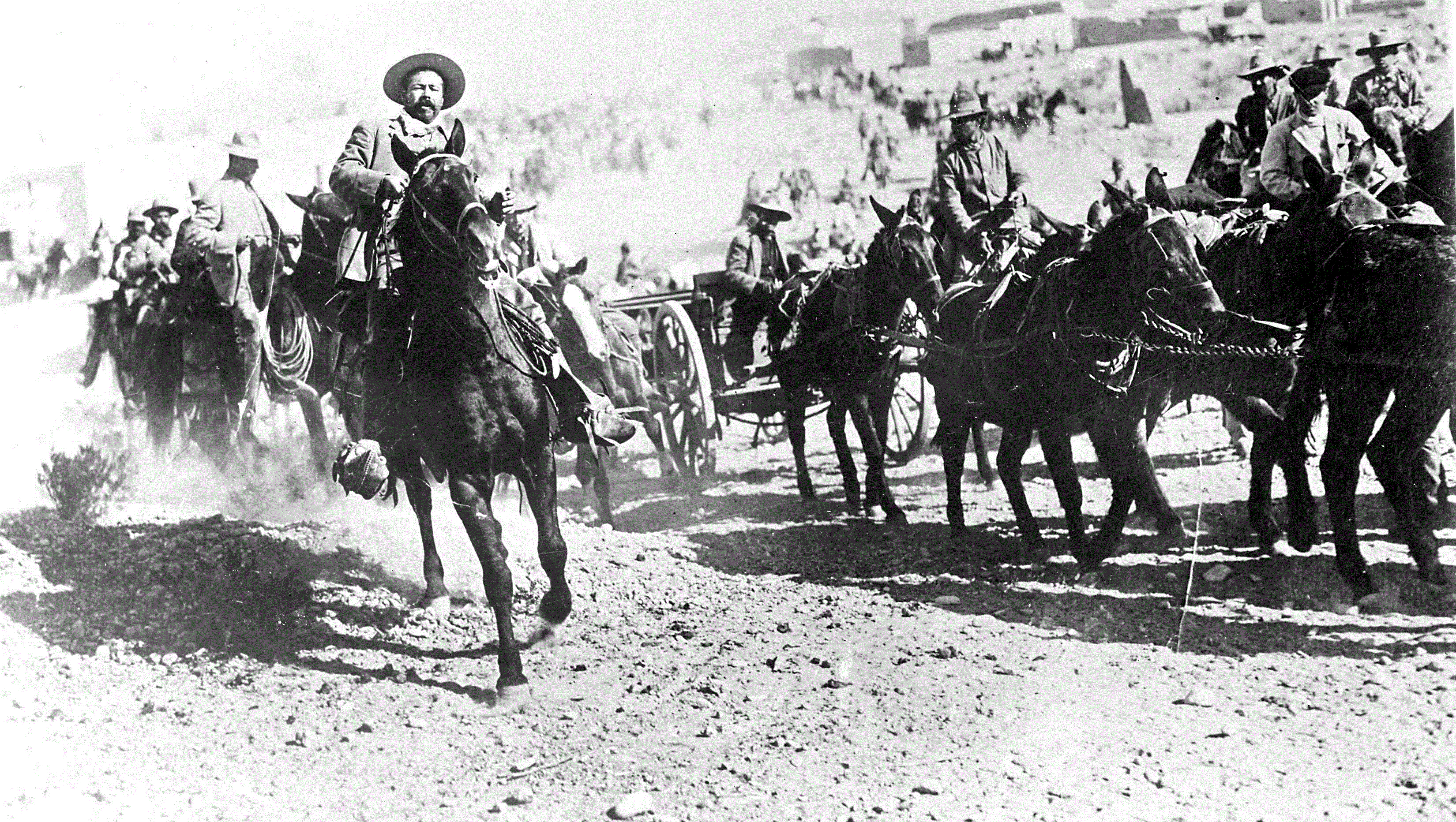
Pancho Villa (1916).

Peu de temps après son arrivée au Texas, Harrison participe en tant que médecin à la révolution mexicaine, qui oppose le général Pancho Villa au futur président du Mexique, Venustiano Carranza. Il est le chef du personnel médical de Pancho Villa. Ce poste n'est pas sans risque, et il est fait prisonnier par les forces de Carranza puis condamné à mort. Cependant, lorsque le général Carranza tombe malade, on se rend compte qu'Harrison est le seul médecin qualifié capable de le sauver. La sentence est suspendue et il soigne Carranza, puis alors que le général est quasi-guéri, il parvient à s'échapper, à rejoindre les forces américaines à la frontière, et leur livre des renseignements militaires sur la situation au Mexique,,.
Après un bref séjour dans une communauté mormone du sud de l'Utah, Harrison s'engage dans le corps médical de l'armée canadienne en 1917. Il est affecté dans un hôpital français, où il découvre les besoins du Corps de travailleurs chinois. Il apprend rapidement la langue et les coutumes de ce groupe d'environ 200 000 hommes, et traite avec succès de nombreux cas de bilharziose, de catarrhe et de tuberculose. Le nombre de décès et de malades diminue significativement au sein du groupe durant l'hiver 1917-18,,.

### Entre-deux guerres
Après la Première Guerre mondiale, il voyage à travers le Moyen-Orient, traitant des maladies vénériennes et opérant aux rayons X à Lod. Bien que toujours marié à ses deux précédentes épouses, il contracte un troisième mariage avec une femme maltaise, à Alexandrie en 1920. Tentant une nouvelle fois de partir à l'aventure avec sa nouvelle femme immédiatement après le mariage, Harrison est interrompu dans ses projets par une bande de Syriens armés, qui prennent son train en embuscade, pour des raisons politiques. Au cours de l'assaut, sa femme se brise la jambe, et grâce à sa vivacité d'esprit, Harrison lui évite la gangrène,,.
Toujours responsable de l'hôpital de Constantinople, il tente de s'enfuir avec l'une de ses patientes, mais il est capturé et convaincu d'adultère. En effet, la femme est mariée à un officier turc. Il est expulsé vers le Canada, mais il s'évade au cours d'une escale au Maroc. Fuyant jusqu'en Irlande, il se fait passer pour un catholique et rejoint l'État libre d'Irlande. Il est découvert, part précipitamment au pays de Galles pour soigner des mineurs de fond atteint de silicose. En 1923, le scénario se reproduit : sans divorcer, Harrison prend une nouvelle femme et s'enfuit avec elle. Il épouse Eva Olwen Bowen à Cardiff et ils partent aux Caraïbes. On perd la trace de cette femme, et on pense qu'Harrison l'a simplement abandonnée après quelques années. Au cours des années 1930, Harrison parcourt l'Amérique latine et le Moyen-Orient ; il aurait travaillé dans une quinzaine de pays.
Pendant un an, il est médecin militaire dans une milice chinoise combattant les envahisseurs japonais de la deuxième guerre sino-japonaise,. Après 1938, il emprunte de l'argent à un ancien camarade de classe de l'école de médecine de Jamaïque et à son frère en Ontario, et s'installe à Shanghai où il fonde un cabinet privé de médecine. Il assiste la croix rouge chinoise autant que possible.

### Seconde Guerre mondiale et après
Entre 1941 et 1946, Harrison devient médecin de bord sur le Demodocus, un bateau à vapeur qui assure l'approvisionnement militaire des forces alliées à travers l'océan Indien. Après la guerre, pour pouvoir s'engager dans l'UNRRA (Administration des Nations unies pour le secours et la reconstruction), Harrison triche sur son âge et se soustrait sept années. Il y sert un an, au cours duquel il participe principalement à des opérations d'approvisionnement de marchandises, dans un pays en manque de tout, dévasté après la longue guerre sino-japonaise. Un jour, vêtu d'un habit d'officier des forces armées américaines, il parvient à convaincre un officier du Kuomintang de ne pas fouiller une barge. Ce faisant, il sauve la vie des 90 étudiants qui s'y étaient dissimulés,,.

Trajet du dernier voyage d'Harrison, de Shanghai à Zhangqiu en décembre 1946. En trait plein le trajet en train ; en pointillé, le trajet approximatif en char.

Le 4 décembre 1946, un train chargé de 50 tonnes de marchandises quitte Shanghai, avec à son bord Harrison et un officier russe, tous deux de l'UNRRA, et un représentant officiel chinois. Ce voyage sera le dernier pour Harrison. Tout au long du trajet, le convoi est retardé à cause d'inspections répétées du Kuomintang. Un premier arrêt à Nankin durera 4 jours ; un second arrêt à Xuzhou également 4 jours. Puis le wagon contenant le matériel médical est décroché sans préavis au cours d'un arrêt dans une gare et dérouté vers une voie de garage, obligeant le convoi à s'immobiliser sur une plaine déserte le temps des négociations.
À cause de tous ces retards, les deux membres de l'UNRRA tombent en rupture d'eau potable. Ils font bouillir de l'eau puisée dans un fossé pour la débarrasser autant que possible des déjections humaines qui la souillent. De plus, la veste et les chaussures d'Harrison lui sont dérobées, et il commence à souffrir d'engelures à cause du froid. Deux semaines après le départ de Shanghai, ils sont enfin autorisés à repartir, mais d'autres problèmes surgissent. Une nouvelle inspection bloque le train pour trois heures, et à Kaifeng, ils sont contraints d'abandonner la voie ferrée. Ils répartissent autant de marchandises que possible dans des camions et des chars à bœufs, et laissent une partie à Kaifeng pour un second trajet. Mais une fois arrivé à Zhangqiu alors qu'il devait prendre la route du retour, Harrison ne parvient pas à quitter l'hôpital. Il meurt des suites de son hypothermie, le 10 janvier 1947 à l'âge de 66 ans,,.

## Post mortem
À la fin de sa vie, Tillson Harrison parlait au moins six langues différentes, il a participé à sept guerres et bien que ce ne fût découvert que plusieurs années après sa mort, il a été marié avec quatre femmes en même temps,.
Alors qu'il reste un grand inconnu au Canada, son pays de naissance, Harrison est très honoré en Chine. Une statue à son effigie se dresse à Shanghai ; son lieu de sépulture dans une résidence anglicane de Kaifeng a donné son nom à une école, la Dr Tillson Harrison Memorial School et l'Harrison International Peace Hospital à Hengshui traite environ 800 patients par jour,. Cet hôpital s'appelait jusqu'en 1947 le Handan International Peace Hospital. La ville de naissance de Tillson Harrison, qui porte le nom de Tillsonburg en raison du grand-père de Harrison, entretient un jumelage avec cet hôpital,.

Brian Mulroney.

En 1988, Brian Mulroney, le Premier ministre du Canada, envoie un courrier à l'ambassadeur chinois pour marquer le centenaire de la naissance de Harrison. C'est à cette occasion qu'on s'est rendu compte que la date de naissance déclarée par Harrison lors de son enrôlement dans l'UNRRA avait été falsifiée. La même année, le corps de Harrison a été déplacé dans un grand tombeau, au cours d'une cérémonie officielle à laquelle de nombreux Canadiens ont été invités. Il est maintenant enterré au cimetière des martyrs de la révolution, sous une stèle de deux mètres de haut.
Selon la fille de Harrison, Rosalind, plusieurs dizaines d'années après la mort de son père, les producteurs George Lucas et Steven Spielberg l'ont contactée et ont mené une série d'interviews, au cours de laquelle elle a pu raconter l'histoire illustre de la vie de son père. Ce matériau leur aurait servi d'inspiration pour façonner le héros du film Indiana Jones.
Plus récemment, la vie d'Harrison a fait l'objet d'un programme audio sur radio CBC, diffusé en 5 parties dans le Morningside, écrit par Antanas Sileika (en).